# Batalló de la Milícia Efectiva del Regne de València
El Batalló de la Milícia Efectiva del Regne de València va ser creat el 1594 per respondre a la feblesa de la defensa del litoral valencià. Comptava amb deu mil homes destinats a respondre a qualsevol atac, però amb l'expulsió dels moriscos el 1609, els atacs van disminuir en intensitat i freqüència. Les ordres i pragmàtiques reials de 1597 i 1629 van establir que el batalló estaria compost per deu companyies de mil homes cada una, cada una situada en una vila del regne. El 1609, el batalló va participar en la sufocació de la revolta de la Mola de Cortes durant l'expulsió dels moriscos. El 1618, es van construir dues galeres per a la defensa de la costa valenciana, però finalment van passar a la flota reial el 1620. La reforma de 1643 va reduir el nombre d'efectius del batalló a vuit mil homes, dividits en vuit terços situats en diferents localitats del regne. El 1650, una nova pragmàtica va reduir els terços de socors i defensa del regne a cinc mil homes en total. Finalment, la pragmàtica de 1692 va establir la força armada del Regne de València en sis mil homes d'infanteria i mil tres-cents de cavalleria.

## La Guerra de Successió
Encara que n'hi va haver partidaris a banda i banda, el Regne de València majoritàriament es va decantar cap a la causa austriacista, i amb l'aixecament maulet de Joan Baptista Basset i Ramos, Joaquín Ponce de León Láncaster y Cárdenas, el virrei felipista del Regne no va poder utilitzar els terços valencians per lluitar contra el seu propi poble, i va demanar el retorn al regne d'un terç de sis-cents infants valencians que es trobaven destacats a Cadis. Però el perill que s'unissin als alçats va fer que Felip IV desistís de la proposta. Finalment, el virrei va fugir a Castella, de manera que l'Arxiduc Carles d'Àustria va jurar els Furs del Regne de València, sent coronat rei dels valencians el 1705 a Dénia.
Es crearen nous regiments per lluitar pels Furs, privilegis i llibertats nacionals que garantia el regnat de Carles III, el 12 de novembre de 1705, tenim la creació d'un regiment de cinc-cents homes i el 28 de juliol de 1706 es donen nom a sis regiments per ser els més plausibles a la devoció valenciana: El Regiment de la Concepció Immaculada de la Mare de Déu, el de La Nostra Patrona i Reina dels Desemparats, el de Els Sants Patrons Vicent Màrtir i Ferrer, el de Sant Jordi Patró del Regne, el de El Nostre Patrici Sant Lluís Bertran i el de El Gran Pare de Pobres Sant Tomàs de Villanueva. L'1 d'agost de 1706 el General Rafael Nebot demana la creació de dues noves companyies de cinquanta homes cadascuna per donar-li suport en la contesa.
L'Exèrcit Regular Austriacista format per valencians es componia per:
- Regiment d'Infanteria Ciutat de Cartagena, que comptava amb moltíssims valencians a les seves files, va passar a Itàlia el 1713, i va seguir enquadrat fins i tot després d'acabada la guerra, ja que no va ser dissolt fins al 1724.
- Regiment de Fusellers de Josep Martí, format a Alacant el 1707 es va dedicar a la defensa de Dénia on va aguantar fins a ser destruït.
- Regiment d'Infanteria Ciutat d'Alacant comandat per John Richards, format el 1706 i pagat per Anglaterra. Després de la caiguda d'Alacant el 1709 els seus supervivents van passar al Regiment d'Infanteria Ahumada.
- Regiment d'Infanteria Ciutat de València, format el 1706, en el moment en què es desenvolupava la batalla d'Almansa es trobava de guarnició a Requena, on va caure presoner el 2 de maig de 1707.
- Regiment d'Infanteria Regne de València, o Regiment de Sant Jordi, patró del Regne, format el 1706 i al comandament del coronel Josep Bellvís de Montcada i Escrivà. Els supervivents són units al Regiment d'Infanteria Ciutat d'Alacant.

Finalment, Felip IV (V de les Espanyes) va ser rei "foral" del Regne de València de 1700 a 1707. El 29 de juny de 1707 va procedir definitivament a l'abolició definitiva del règim foral per mitjà del Decret de Nova Planta.
El Regiment d'Infanteria de la Mare de Déu dels Desemparats es formà el 1713 per soldats valencians que van decidir lluitar fins a la mort, constituint un regiment específic de valencians a Catalunya.

## Després del Decret de Nova Planta
Les milícies van ser reorganitzades per Felip V el 1734 però la Guerra de Successió Espanyola feia desaconsellable crear un dispositiu militar permanent en mans dels vençuts valencians i fins al 1753 la monarquia no es va decidir a crear milícies provincials a la Corona d'Aragó.